# Oleksi Tsibko
Oleksi Tsibko (en ukrainien : Олексій Олександрович Цибко), né le 19 mars 1967 à Smila et mort le 31 mars 2022 dans les environs de Boutcha, est un joueur de rugby à XV et homme politique ukrainien.

## Biographie
Oleksi Tsibko est né le 19 mars 1967 à Smila.
Il pratique le rugby à XV à haut niveau en tant que joueur. En club, il est sacré à sept reprises champion d'Ukraine, et a entre-temps joué à Leipzig en Allemagne. Tsibko porte le maillot de l'équipe nationale d'Ukraine à 40 reprises, qu'il a dirigé en tant que capitane,. Après sa retraite sportive, il occupe le poste de président de la Fédération ukrainienne de rugby à XV de 2003 à 2005,.
De octobre 2015 à mars 2017, il est maire de sa ville natale.
Tsibko, ayant pris les armes après l'invasion de l'Ukraine par la Russie, meurt à l'âge de 55 ans le 31 mars 2022 dans les environs de Boutcha, dans la bataille pour le contrôle de la ville,. Il est enterré le 6 avril au cimetière Baïkov de Kiev.